# فرنسيسكو هيرفيه
فرنسيسكو هيرفيه (بالإسبانية: Francisco Hervé)‏ هو إحاثي وجيولوجي تشيلي، ولد في 1942.

## وصلات خارجية
- الموقع الرسمي